# Karl Gottlob Hofmann

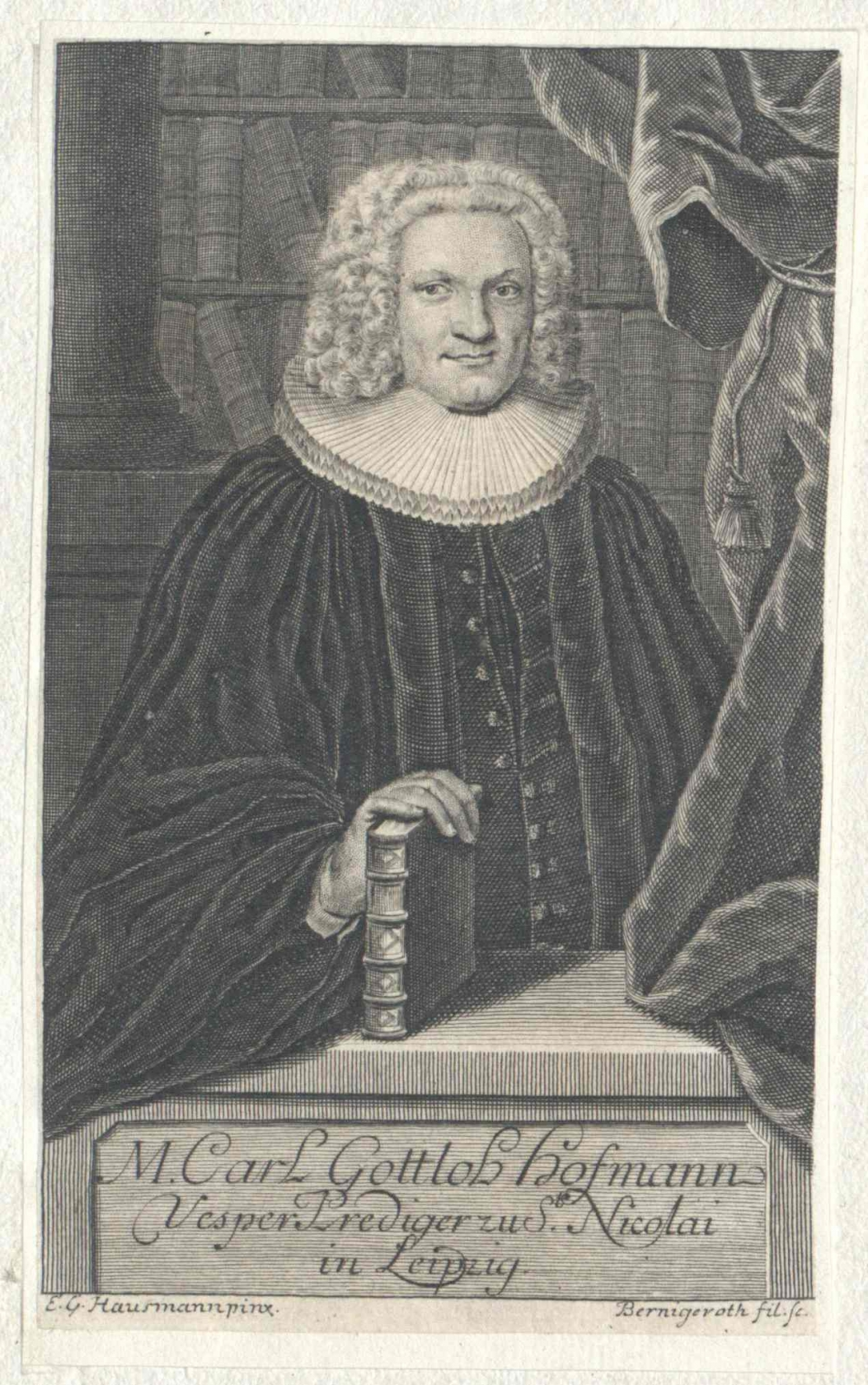
Karl Gottlob Hofmann, Stich von Johann Martin Bernigeroth nach Elias Gottlob Haußmann

Karl Gottlob Hofmann (* 1. Oktober 1703 in  Schneeberg; † 19. September 1774 in Wittenberg), auch Carl Gottlob Hofmann, war ein deutscher lutherischer Theologe und Historiker.

## Leben
Hofmann wurde als Sohn des Konrektors Michael Hofmann und dessen Frau Veronika Elisabeth, der Tochter des Pastors Gottfried Richter in Neustädtel bei Schneeberg, geboren. Sein Vater, der ihm in seinen Anfangsjahren das nötige Wissen vermittelte, um eine Universität besuchen zu können, ließ ihn auch die Stadtschule in Schneeberg besuchen. So vorgebildet, immatrikulierte sich am 6. Mai 1721 an der Universität Leipzig, um ein Studium der Medizin zu absolvieren. Nachdem Hofmann am 19. Dezember 1725 das Baccaulaureat und am 15. Februar 1725 den akademischen Grad eines Magisters der freien Künste erworben hatte, nahm er das Studium der Theologie auf. Er wurde als Vesperprediger an der Leipziger Paulinerkirche bestellt, schrieb 1728 seine ersten zwei gelehrten Abhandlungen und hielt philosophische Vorlesungen.
Nachdem er vom Leipziger Rat als Sonnabendsprediger an die Thomaskirche 1730 berufen wurde und im folgenden Jahr Substitut des Diakons Johann Georg Hofmann als Vesperprediger an der Leipziger Nikolaikirche geworden war, erwarb er 1734 das Baccaulaureat der Theologie. Nachdem er einen Ruf an die Michaeliskirche in Hamburg und als Superintendent in Wurzen abgelehnt hatte, wurde er 1537 vom Leipziger Rat als Frühprediger an die St. Petrikirche bestellt. Am 27. August 1739 erwarb er den akademischen Grad eines Lizentiaten und wurde am 15. September 1739 an der Leipziger Universität zum Doktor der Theologie promoviert.
Daraufhin erhielt er im selben Jahr an der Universität Wittenberg die vierte theologische Professur und übernahm, damit verbunden, als Ephorus die Verwaltung der kurfürstlichen Stipendiaten. In Wittenberg standen in seinen Vorlesungen vor allem die Homiletik und die Pastoraltheologie im Vordergrund.
Obwohl er 1743 eine Berufung als Hauptpastor an die Hamburger St. Michaeliskirche und 1750 zum Senior des Danziger Ministeriums und Pastor an der Marienkirche nach Danzig erhielt, blieb er in Wittenberg, wo er als erster Professor der theologischen Fakultät, Mitglied des Wittenberger Konsistoriums, Oberpfarrer an der Wittenberger Stadtkirche und Generalsuperintendent des sächsischen Kurkreises von 1740 an wirkte und verstarb. Als lutherisch orthodoxer Prediger stand er vor allem als gelehrter Schriftexeget in hohem Ansehen. Mit seiner ungeduldigen Gesinnung war er einer der letzten Vertreter der ausgehenden Konfessionalisierungsbestrebungen der lutherischen Orthodoxie. In seinem Testament hinterließ Hofmann ein Legat zugunsten der Diakone, Witwen und Waisen.

## Genealogie
Genealogisch wäre anzumerken, dass sich Hofmann in Leipzig am 24. Juni 1731 in erster Ehe, mit Johanna Elisabeth (auch: Jarvin, Jerr; get. 3. Oktober 1707; † 1733), der Tochter des Bürgers und Apothekers Nicolaus Jerre und seiner Frau Anna Catharina Köhler, verheiratet hatte. Sie verstarb aber mit seiner einzigen aus der Ehe hervorgegangenen Tochter Carolina Elisabeth Hofmann (* 7. Mai 1732 in Leipzig; † 1733 nach Mutter).
In zweiter Ehe hatte er am 2. Mai 1734 in Leipzig mit Rahel Elisabeth (* 29. Januar 1711 in Berlin; † 1. April 1771 in Wittenberg), der Tochter des sächsisch gothaschen Hofrats Gottfried Bartsch und dessen Frau Rahel Elisabeth, Tochter des Leipziger  Handelsmanns Johann Rudolf und seiner Frau Amalie (geb. Welsch, der späteren Ehefrau des Johann Benedict Carpzov II.), geheiratet. Aus der 37-jährigen Ehe gingen zehn Kinder hervor, wobei vier jung starben. Man kennt:
1. Caroline Elisabeth Hofmann (* 17. Januar 1735 in Leipzig) verh. mit dem Domprediger zu Magdeburg Heinrich Friedrich Abel (11. Kinder)
2. Carl Gottlob Hofmann (* 1736 in Leipzig; † 1736 in Leipzig)
3. Carl Benedickt Hofmann (* 1737 in Leipzig; † 1742 in Leipzig)
4. Karl Friedrich Hofmann (* 10. August 1738 in Leipzig† 13. Juni 1772 in Schlieben beerdigt in Wittenberg) Propst und Superintendent in Schlieben, verh. mit Johanna Magdalene Concordia (geb. Wagner, 4. Kinder)
5. Carl Gottlob Hofmann (* 18. August 1739 in Leipzig; † 11. April 1743 in Wittenberg)
6. Rahel Elisabeth Hofmann (* 26. März 1741 in Wittenberg) verh. mit dem Stiftsuperintendenten in Naumburg und Zeitz Friedrich Samuel Schwarz (2. Kinder)
7. Gottlob Benedict Hofmann (* 3. Januar 1743 in Wittenberg) Stadtschule Wittenberg, 2. Juni 1758 – 13. März 1759 Fürstenschule Grimma, 1759 Uni Wittenberg, 1762 Uni Leipzig, 1762 Mag. Phil., Dr. jur. Uni. Leipzig, war 1771 anhalt-dessauischer Hof- und Regierungsrat, Schlosshauptmann auf dem Schloss Eisenhardt bei Belzig, Dr. jur. und wurde vom Kaiser in den Adelsstand erhoben, hatte Praxis in Dresden und Prag, verh. mit Louisa von dem Beyert
8. Elenora Amalie Hofmann (* 14. August 1744 in Wittenberg) verh. mit Martin Gottlieb Pauli
9. Carl Ludwig Hofmann († 26. Wochen alt am 29. Juli 1747)
10. Carl Gottfried Hofmann (* 16. März 1748 in Wittenberg; † 29. November 1806 in Rackith) war Mag. Phil und 11. Juni 1761 – 12. August 1766 Fürstenschule Grimma; Uni. Wittenberg, 1769 Mag. Phil., Kandidat der Theol., 1774 Pfarrer Substiut Rackith, 1780 Pfarrer Rackith

## Werke
- (Als Respondent) Controversiam Nestorianam olim agitatam haud fuisse logomachiam. Scholvin, Leipzig 1725. (Digitalisat)
- Dissertatio De Galatia Antiqva. Breitkopf, Leipzig 1726. (Digitalisat)
- Conr. Sam. Schurtzfleishii Fundamenta Historiae Germaniae Mediae Schneeberg 1728 (als Herausgeber).
- Methodus, Sive Ratio Interpretandi Q. Horatii Flacci Poemata. Leipzig 1729. (Digitalisat)
- De genuina linguae graecae modulatione sine accentibus commentatio. Leipzig 1733.
- Auslegung der Fragestücke Lutheri, in 27 Buß- und Abendmahlauslegungen. Leipzig 1735, 1741.
- Ausführliche Reformations-Historie der Stadt und Universität Leipzig. Zur freudigen Erinnerung des Andern Leipziger Jubel-Jahrs ans Licht gegeben. Breitkopf, Leipzig 1739. (Digitalisat)
- Das privilegirte Vollständige und vermehrte Leipziger Gesangbuch, Darinnen die auserlesensten Lieder, wie solche in hiesigen und andern Kirchen gebräuchlich, an der Zahl 1015. Mit Fleiß gesammlet, und nebst einem Gebeth- und Communionbuche. Vormals von Vopelio. Barnbeck, Leipzig 1740. (Digitalisat der Ausg. 1752)
- Biblia, nebst einem Unterrichte von der biblischen Zeitrechnung, Erdbeschreibung, Alterthümern. Leipzig 1744.
- Orthodoxa confessio catholicae atque apostolicae ecclesiae orientalis, cum interpretatione latina et versione germanica. Korn, Breslau 1750. (Digitalisat)
- Introductio theologico critica in lectionem epistolae Paulli ad Galatas et Colossenses Weidemann, Leipzig 1750. (Digitalisat)
- Varia sacra, seu opuscula academica. Eichsfeld, Wittenberg 1752. (Digitalisat)
- Institutiones theologiae exegeticae in usum academicarum praelectionum adornatae. Ahlfeldt, Wittenberg 1754. (Digitalisat)
- Georgii Pritii Introductio in lectionem Novi Testamenti. Leipzig 1764.